# Acanthermia anubis
Acanthermia anubis är en fjärilsart som beskrevs av William Schaus 1933. Acanthermia anubis ingår i släktet Acanthermia och familjen nattflyn. Inga underarter finns listade i Catalogue of Life.